# Scotti Hill
Scotti Hill (Scott Lawrence Mulvehill, Manhasset, Nueva York, 31 de mayo de 1964), es uno de los guitarristas, junto a Dave Sabo, de la banda de Hard rock/Heavy metal Skid Row. 
También estuvo en la banda Ozone Monday junto al vocalista Shawn McCabe, y otros miembros de Skid Row como el guitarrista Dave "The Snake" Sabo, el bajista Rachel Bolan y el baterista Rob Affuso.

## Discografía con Skid Row
- 1989 Skid Row
- 1991 Slave to the Grind
- 1995 Subhuman Race
- 2003 Thickskin
- 2006 Revolutions per Minute
- 2013 United World Rebellion: Chapter One
- 2014 Rise of The Damnation Army United World Rebellion: Chapter Two